# Leonard Woolsey Bacon
Leonard Woolsey Bacon (New Haven, Connecticut, 1 de janeiro de 1830 — Assonet, Massachusetts, 12 de maio de 1907) foi um clérigo americano, crítico social e autor prolífico sobre assuntos religiosos, sociais e históricos. Em questões sociais, políticas e religiosas de seu tempo, muitas vezes rompeu com as tradições de seus compatriotas, às vezes causando "grande comoção".

## Biografia
Leonard Woolsey Bacon era filho do pregador congregacionalista Leonard Bacon, e irmão de George B. Bacon de Orange, Nova Jérsei, Thomas Rutherford Bacon de New Haven, Connecticut, e Edward Woolsey Bacon, todos pregadores congregacionais. Formou-se na Universidade Yale em 1850, e em 1856 foi ordenado sacerdote em Litchfield, Connecticut. Foi também pastor da Primeira Igreja em Stamford (1862–1865), e da Igreja Congregacional da Nova Inglaterra no Brooklyn, Nova Iorque (1865–1870).
Posteriormente, passou vários anos na Europa, principalmente em Genebra, como estudante, pregador, e escritor; em Genebra, ocupou parte de seu tempo pregando a "americanos que lá residiam temporariamente". De 1878 a 1882, foi pastor da Igreja Congregacional Park, em Norwich, Connecticut, e mais tarde de outras igrejas congregacionais e presbiterianas. Em 1887, foi pastor da Igreja Presbiteriana Independente, em Savannah, Geórgia. Em 1898, foi pastor da Primeira Igreja em Litchfield, Connecticut. Foi pastor da Igreja do Norte em Assonet, Massachusetts a partir de 1901, e autor de uma história das igrejas de Freetown, Massachusetts em 1902.  Morreu em Assonet em 12 de maio de 1907, e foi sepultado no Grove Street Cemetery, em New Haven, Connecticut.

## Declarações polêmicas
Bacon, obviamente, envolveu-se em questões contemporâneas, como o divórcio, o movimento da temperança, o descanso dominical, e a conduta pública de oficiais das Forças Armadas dos Estados Unidos. Em muitas destas questões, porém, ele demonstrou certa relutância em impor visões religiosas. Até que em 1880, escreveu uma carta aberta ao The New York Times reclamando sobre uma empresa de barco a vapor que não observava as blue laws (Leis Azuis ou Dominicais - leis religiosas impostas pelo Estado e que restringem o comércio no dia de domingo) de Connecticut, ele deixou claro que as leis obrigavam o domingo a ser um dia de descanso e que não deviam ser interpretadas para endossar qualquer religião em particular ou discriminar "em favor da igreja atual."

Bacon parece ter tido o hábito de causar polêmica. Em 1884, por exemplo, sentiu-se compelido, em outra carta para o Times, a afirmar que, contrariamente ao que tinha sido reportado, ele não era a favor de "uma lei de divórcio universal, uniforme, para todo os Estados Unidos." Em 1887, quando era pastor da Igreja Presbiteriana Independente, em Savannah, causou um rebuliço ao declarar publicamente que era favorável a escolas mistas (negros e brancos) e que não se importaria se sua filha fosse vista andando acompanhada de um afro-americano ou até mesmo se se casasse com um deles.
Em 1898, como pastor em Litchfield, Connecticut, escreveu uma carta publicada no The New York Times criticando o capitão Robley Dunglison Evans (conhecido como "Bob Combate"), mais tarde almirante da Marinha dos Estados Unidos, por vangloriar-se e falar palavrões. Evidentemente que esta era parte de uma disputa de classe; o Chicago Daily Tribune informou sobre a notícia dizendo que Bacon "novamente entrou em choque" com "Bob Combate" por intermédio de sua "carta sarcástica."

## Escritos
Bacon editou Luther's Deutsche geistliche Lieder (Nova Iorque, 1883), e escreveu uma série de livros históricos entre outros.

### Uma visão interna do Concílio Vaticano
Bacon reeditou, com comentários, o discurso de Peter Richard Kenrick, arcebispo de St. Louis, proferido em 1871 no Concílio Vaticano I; Kenrick se manifestou contrário ao dogma da infalibilidade papal. O livreto contém o discurso de Kenrick e outros documentos históricos, bem como as "observações críticas e valiosas" do próprio Bacon.

### Documentos da Igreja
Seus Church Papers: Sundry Essays on Subjects Relating to the Church and Christian Society (1877), escrito enquanto Bacon estava em Genebra, foi elogiado no New Englander e Yale Review como um "pequeno volume suculento"; o revisor elogiou o mérito e a capacidade de atração das dissertações, que são "o produto da reflexão do som, e de uma familiaridade não só com livros, mas com os homens e as coisas." Ele discute questões tais como as desvantagens do congregacionalismo, que pode permitir decisões falaciosas por uma maioria aleatória, e o movimento de temperança, e os princípios e métodos de seus defensores zelosos.